# Quán chúng
Cyrtomium fortunei là một loài thực vật có mạch trong họ Dryopteridaceae. Loài này được J. Sm. miêu tả khoa học đầu tiên năm 1866.

## Hình ảnh

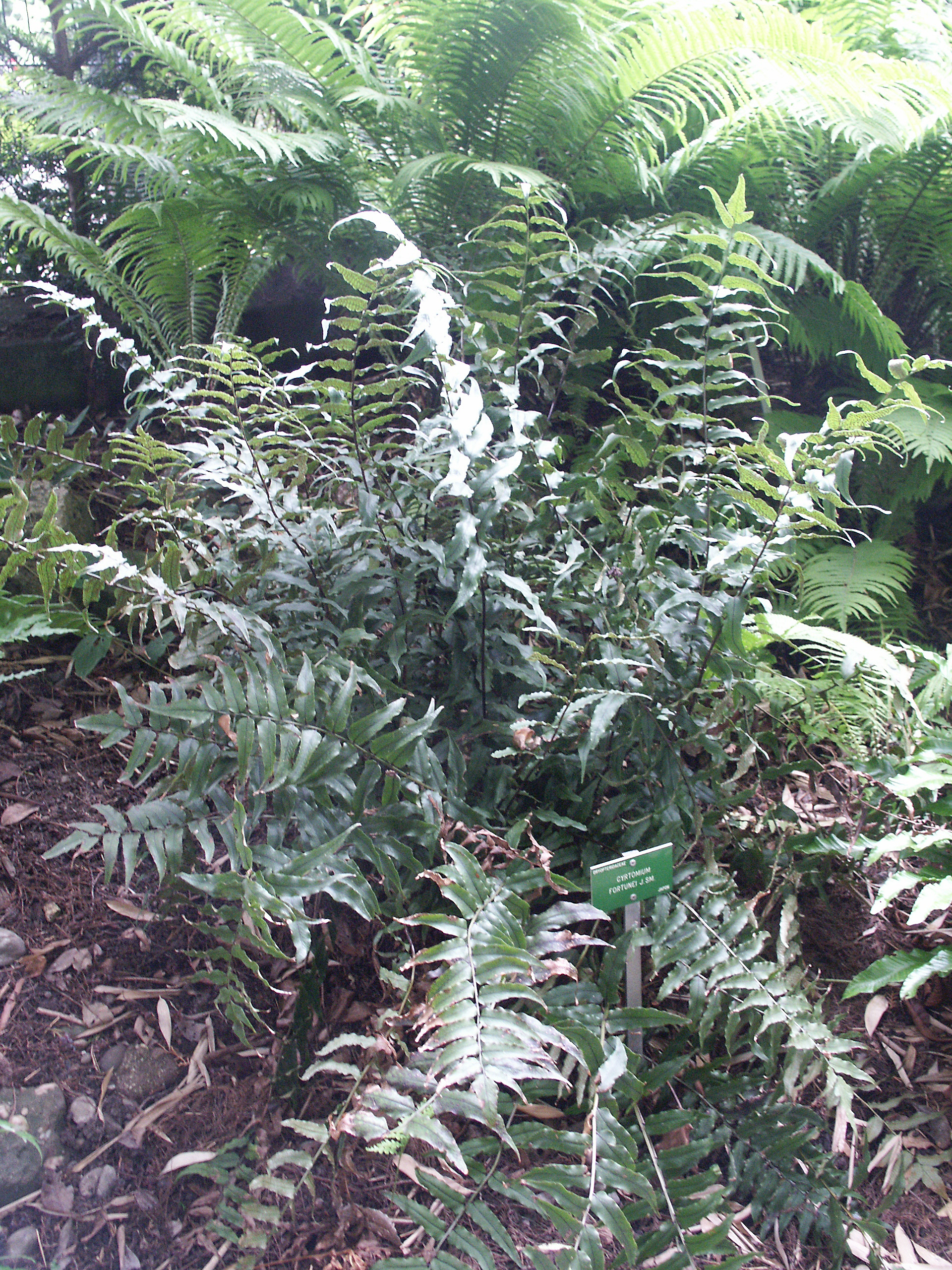
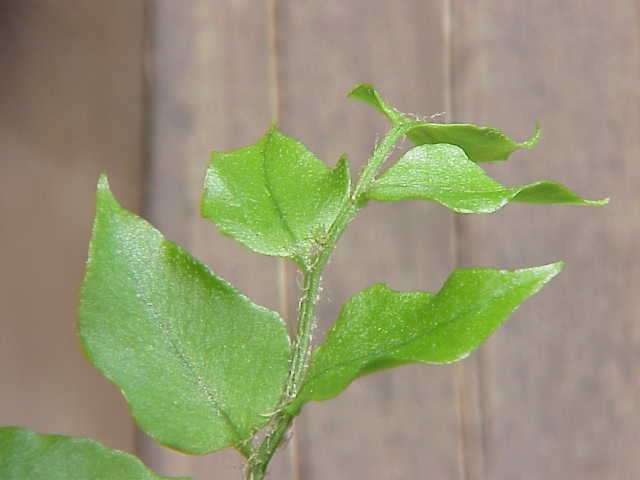
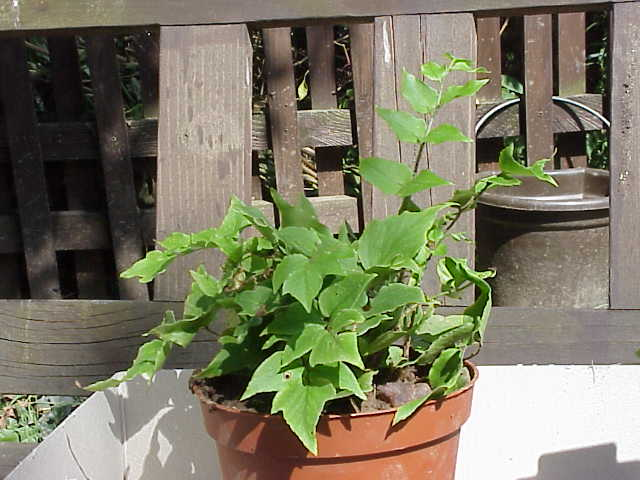